# Laura Dale
Laura Dale ist eine britische Schauspielerin.

## Leben
Dale machte ihre Schauspielausbildung an der Bristol Old Vic Theatre School. Erste Erfahrungen als Fernsehschauspielerin sammelte sie 2013 und 2014 in jeweils einer Episode der Fernsehserie Sherlock. 2015 übernahm sie im Fernsehfilm Lake Placid vs. Anaconda eine größere Nebenrolle und im Fernsehfilm Roboshark war sie in der Rolle der engagierten Journalistin Veronica zu sehen, die ihrem eigenen Ehrgeiz zu Opfer fällt. Nach weiteren Besetzungen in Kurz- und Spielfilmen sowie Fernsehserien, übernahm sie 2018 in vier Episoden der Fernsehserie Legend of Cambria die Rolle der Aeres. Im selben Jahr war sie als Episodendarstellerin in der Fernsehserie Bull tätig und verkörperte die Rolle der Sarah Taft im Fernsehfilm #Fashionvictim.

## Filmografie
- 2013–2014: Sherlock (Fernsehserie, 2 Episoden, verschiedene Rollen)
- 2015: I Live with Models (Fernsehserie, Episode 1x01)
- 2015: Lake Placid vs. Anaconda (Fernsehfilm)
- 2015: Roboshark (Fernsehfilm)
- 2015: Blue Borsalino (Kurzfilm)
- 2016: The John (Kurzfilm)
- 2016: Tracey Ullman's Show (Fernsehserie, 2 Episoden)
- 2016: Servants' Quarters
- 2017: Riviera (Fernsehserie, Episode 1x04)
- 2017: Still Star-Crossed (Fernsehserie, 2 Episoden)
- 2018: Legend of Cambria (Fernsehserie, 4 Episoden)
- 2018: Bull (Fernsehserie, Episode 2x16)
- 2018: #Fashionvictim (Fernsehfilm)